# Je viens dîner ce soir
Je viens dîner ce soir est une chanson chantée par Claude François en 1973, qui ouvre l'album du même nom. La chanson a été composée par Paul et Lana Sébastien, et Michaële.

## Histoire de la chanson
Au début du printemps 1973, Claude François est à la recherche de nouvelles chansons, après le succès de ses 45 tours Le lundi au soleil et Celui qui reste. C’est alors qu’il entend à la radio la chanson Les Gondoles à Venise de son amie Sheila, en duo avec Ringo. Il tombe alors sous le charme de la chanson, et demande donc à en rencontrer les auteurs et compositeurs, Paul et sa sœur Lana Sebastian, ainsi qu’une de leurs amies, Michaële, pour que ces derniers lui écrivent une nouvelle chanson. La rencontre entre la star et cette équipe de talent se passe pour le mieux, et plusieurs rendez-vous seront ensuite pris dans les bureaux de Claude François. Ces différentes rencontres permettront aux auteurs de comprendre l'univers artistique du chanteur. C’est ainsi que le 29 mars 1973, Claude François enregistre la chanson. Quant à la pochette, elle sera réalisée par le photographe Gilbert Moreau, dans les sous-sols de ses bureaux Flèche. Cette prise de vues a due être reportée trois fois pour des questions de planning, ce qui a eu pour conséquence de retarder la sortie du 45 tours.

## Sortie du disque, ventes et classements
Le disque sort le 4 juin 1973 Il se vendra à 250 000 exemplaires en France. 
| Classement (1973)                       | Meilleure position |
| --------------------------------------- | ------------------ |
| Belgique (Wallonie Ultratop 50 Singles) | 4                  |
| France (IFOP)                           | 5                  |